# Dunas de Huayuri
Las dunas de Huayuri, también conocidas como dunas Pampa Blanca, son un campo de dunas en Perú, situadas en el departamento de Ica, que se extienden principalmente por el extremo suroeste de la provincia de Palpa, el noroeste de la provincia de Nazca y el sureste de la provincia de Ica. Este grupo de dunas recibe el nombre del cercano sitio arqueológico de Huayuri.
Las dunas de Huayuri se encuentran ubicadas al oeste del río Santa Cruz, entre los paralelos 14°32’ y 14°40’ de latitud sur y de 75°18’ a 75°24’ de longitud oeste. Este campo de dunas tiene una longitud máxima de unos 15 km en dirección noreste y suroeste, y, como máximo, 9 km de este a oeste. Su superficie total se estima en unos 80 km² aproximadamente. Las dunas son producto de acumulaciones eólicas constituidas principalmente de arenas migrantes, las cuales fueron transportadas por el viento desde las playas de la boca del río Ica.
Las dunas de huayuri son una atracción entre los entusiastas de los deportes con vehículos todo terreno y perfectas para la práctica de sandboarding. En 2012 la trigésima tercera edición del Rally Dakar en su decimotercera etapa de competencia pasó por la dunas de Huayuri. Lo mismo ocurrió el año 2013, durante la tercera etapa de la trigésima cuarta edición del Rally Dakar.